# Хромакей

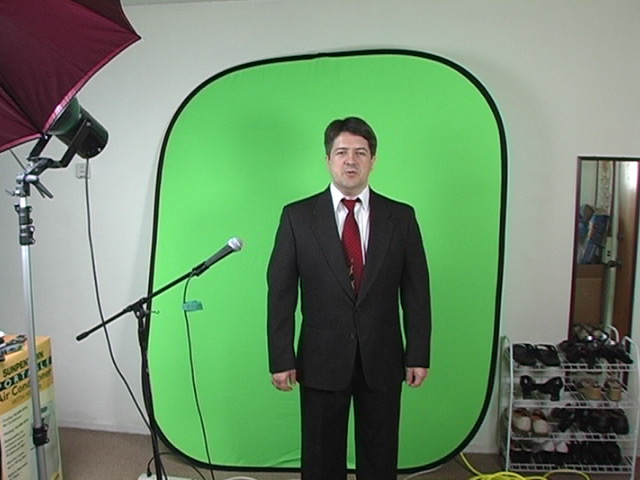
Съёмка человека на хромакей

Хромаке́й (англ. chroma key, chromakey [ˈkrəʊməkiː], буквально — «цветовой ключ»; от греч. χρώμα — «цвет») — технология совмещения двух и более изображений или кадров в одной композиции, цветовая электронная рирпроекция, использующаяся на телевидении и в современной цифровой технологии кинопроизводства. С помощью хромакея можно поместить людей или предметы на произвольный фон, снятый в другом месте. Наиболее известный пример использования — технологии, связанные с телевизионными прогнозами погоды, когда диктор говорит и жестикулирует на фоне другого изображения. Также в повседневной жизни хромакеем называют сам экран, на фоне которого снимают.
В некоторых источниках на русском, помимо «хромакей», используются следующие названия: электронная рирпроекция (рир-проекция), хроматический ключ, телеинкрустация, цветность, иногда в русской транслитерации «хрома-кей». Ещё одним названием технологии является кеинг по цвету или же просто кеинг (англ. keying, color keying).

## История

### Зарождение
В кинематографе до появления телевизионных технологий и цифровых способов кинопроизводства применялись способы совмещения актёрской сцены с фоном, известные как «рирпроекция», «фронтпроекция» и «блуждающая маска», дающие сходный с хромакеем изобразительный эффект.
Мультиэкспозицию, позволяющую наложить один кадр на другой, впервые использовал Джордж Альберт Смит в 1898 году. В 1903 году вышел фильм «Большое ограбление поезда» режиссёра Эдвина Портера, где была применена двойная экспозиция для создания фона в окнах поезда, которые во время съёмок были затянуты чёрным полотном.
В 1920-х Уолт Дисней использовал белый фон в серии фильмов Alice Comedies, чтобы совместить изображение живых людей с нарисованными персонажами:5.

### Синий экран
Технология синего экрана была создана в 1930-х киностудией RKO Pictures.

### Появление на телевидении
Технология хромакея на телевидении появилась ещё в конце 1950-х годов в черно-белую эпоху. Передающая камера оснащалась двумя передающими трубками, изображение на которые распределялось с помощью дихроичного зеркала. Фотокатод основной трубки был сенсибилизирован в широком диапазоне длин волн, тогда как вспомогательной (масочной) трубки — только к узкому диапазону цвета хромакея. Единого стандарта на его цвет не было, разные телевизионные студии использовали разный цвет. Например, в СССР хромакей был не зелёный, а «ядовито-жёлтый». Видеосигнал со вспомогательной (масочной) трубки усиливался с большим коэффициентом до возникновения клиппинга (ограничения по амплитуде) и по сути был бинарным: в местах где свет от хромакея не достигал трубки — сигнал отсутствовал (логический ноль), а там где достигал даже на пониженной яркости — сигнал присутствовал (логическая единица). Оба сигнала направлялись в видеомикшер или синхронно записывались на видеомагнитофоны. В видеомикшере коммутатор переключал входы сигнала снимаемого объекта и фонового изображения в зависимости от логического состояния масочного сигнала. Таким образом на выходе видеомикшера присутствовал видеосигнал совмещенный с фоном от другого источника (телекамера, снимающая слайд, запись с видеомагнитофона и т. п.). В целом эта технология похожа на оптическую блуждающую маску и была очень проста в реализации даже на ламповой аппаратуре.
С переходом к цветному телевидению принцип реализации технологии сохранился, однако ближе к 1980-м годам от отдельной масочной трубки отказались и сигнал хромакея стал выделяться из видеосигнала специальным компаратором. В таком виде технология дожила до 2000-х годов.

## Технология

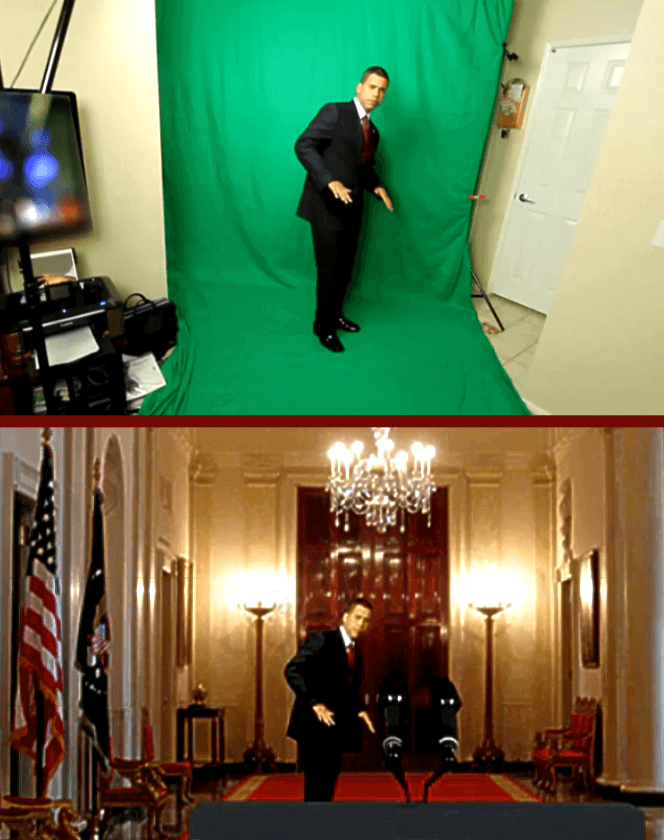
Пример использования технологии

Самыми распространёнными цветами, использующимися при проецировании, являются зелёный и синий (голубой), потому что такие цвета не встречаются в тонах человеческой кожи. Самый популярный цвет фона для комбинированных съёмок в кинопроизводстве — зелёный (что дало название технологии «Green screen»), для телевизионных программ чаще применяется синий фон («Blue screen»), хотя цвет ткани для «кеинга» зависит от поставленной режиссёром творческой задачи и характеристик оборудования, на котором производится проецирование, а также цвета одежды и объектов, присутствующих в кадре.
Использование компьютеров облегчает процесс совмещения нескольких изображений между собой, даже если съёмка ведётся с рук.
Главный объект снимается на фоне одного цвета или на фоне с относительно небольшим перепадом по цветам. Процесс замены исходного фона на другой называет композитингом или кеингом.

### Синий хромакей

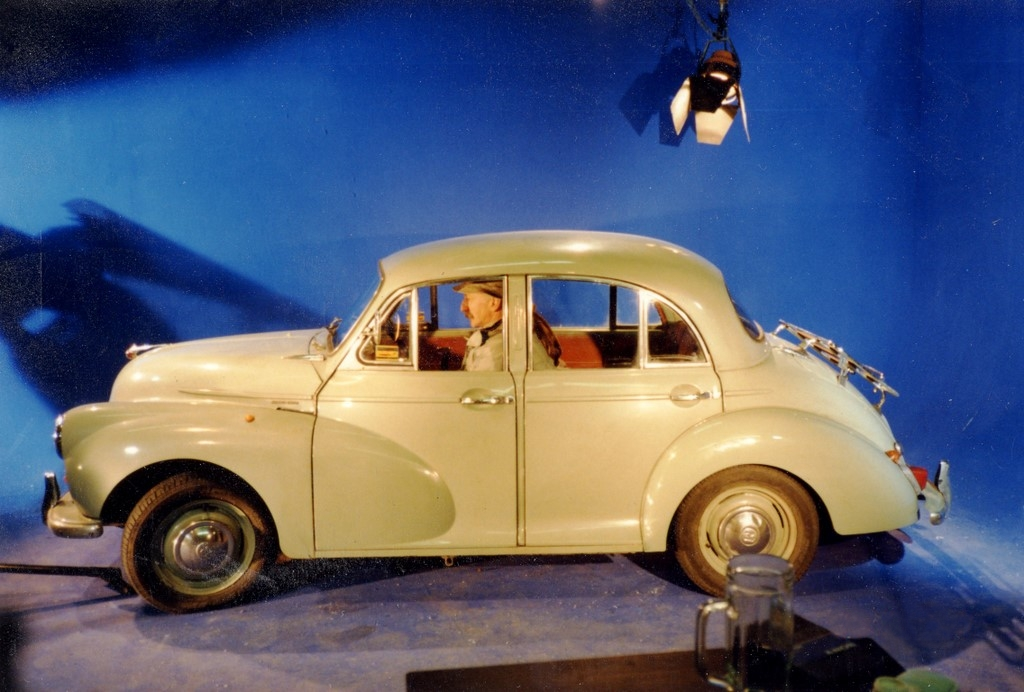
Съёмка на синем хромакее

Синий хромакей широко применялся при съёмках на плёнку. Цветной негатив печатался на высококонтрастной чёрно-белой плёнке с использованием цветного фильтра, который исключал синий канал. Эта область становилась полностью чёрной, получался альфа-канал. Затем с помощью двойной экспозиции накладывалось другое изображение.

### Зелёный хромакей

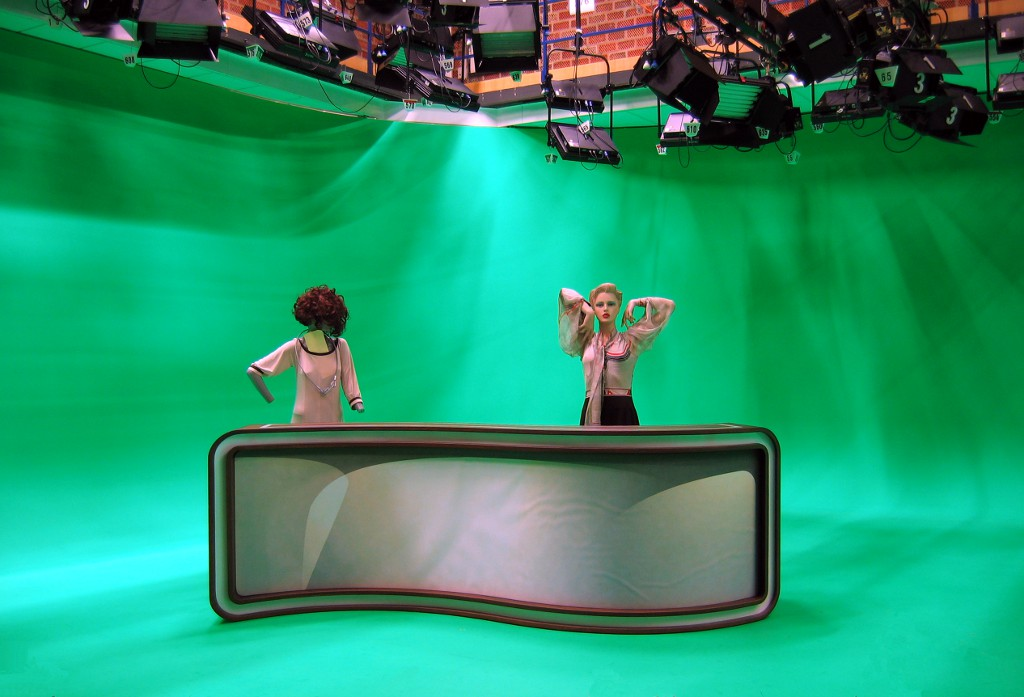
Виртуальная ТВ-студия с зелёным хромакеем. Отражения на поверхности стеклянного стола сложно убрать при композитинге

В настоящее время зелёный фон используется наиболее часто, так как цифровые камеры наиболее чувствительны к зелёным оттенкам из-за применяемых в них матриц на основе фильтра Байера. Изображение в зелёном канале содержит меньше шумов, является более чистым и легче поддаётся качественной обработке при композитинге. Зелёный фон стал более широко применяться по причине широкого распространения синих джинсов, а также наличия голубых глаз у людей.

### Основные условия
Главным фактором является существенное цветовое различие переднего плана (снимаемый объект) и заднего плана (зелёный экран). К примеру, синяя коробка на зелёном фоне.

#### Освещение
Чтобы комбинированная сцена выглядела естественно, важно учитывать освещение главного объекта и фона. К примеру, если герой стоит на улице на фоне облачного неба, то он должен быть освещён мягким светом без жёстких теней. При этом изображения должны совпадать по балансу белого.
Если снимаемый объект находится близко к зелёному экрану, то на него может попадать переотражённый свет. В таких случаях кожа человека приобретает зелёный оттенок или появляются зелёные оттенки в глянцевых металлических, стеклянных поверхностях. Этот эффект носит название spill:p20. Решением является использование большего по размерам зелёного экрана и увеличение расстояния от объекта до фона.

#### Камера
Глубина резко изображаемого пространства для главного объекта должна быть несколько больше при использовании хромакея.

## Одежда

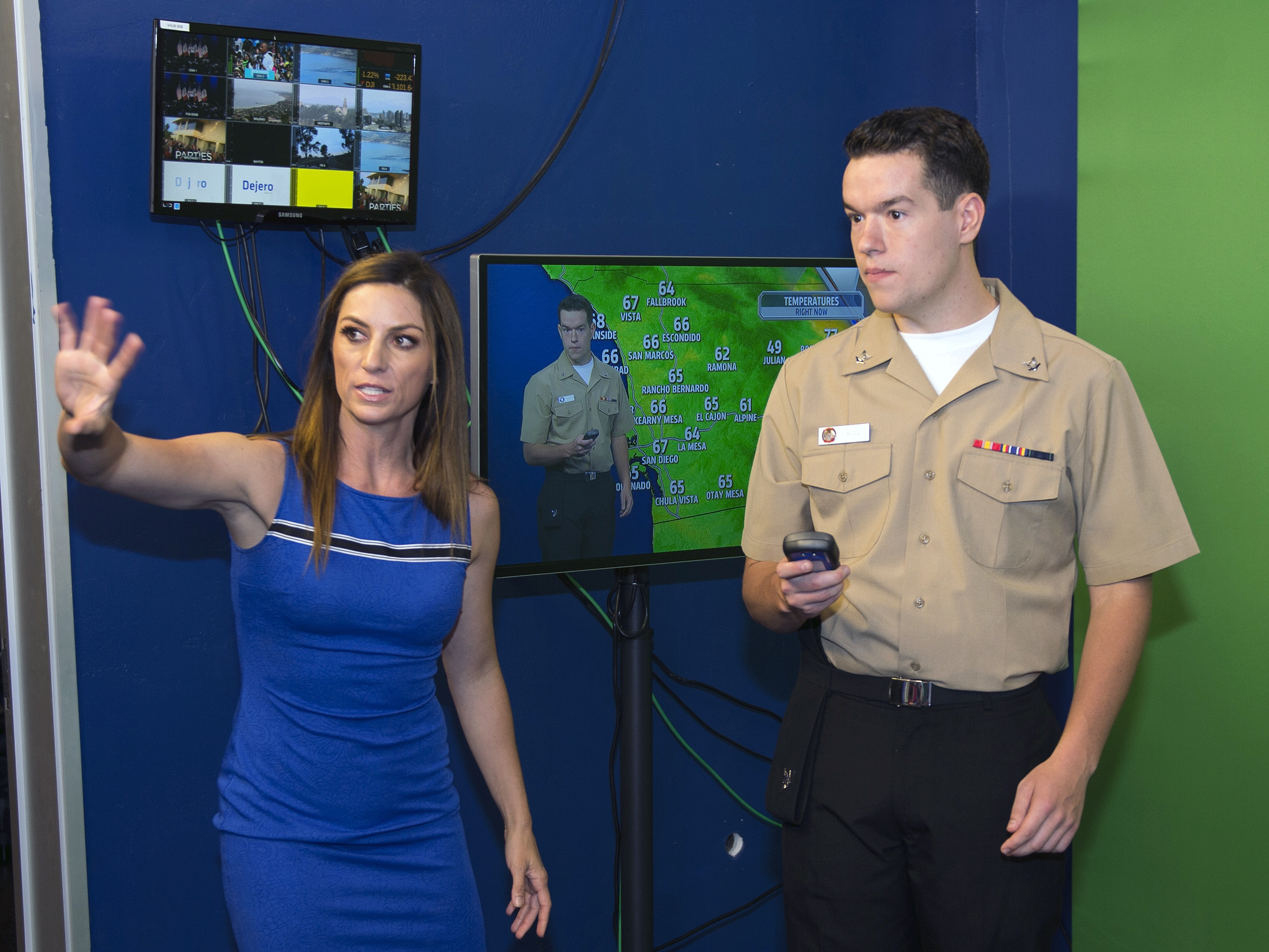
Одежда должна отличаться по цвету от хромакея

Следует избегать одежды, в которой присутствуют оттенки, близкие к цветам фона, потому что одежда может быть удалена в видеоредакторе вместе с фоном. Однако иногда специально используется одежда тех же цветов. Так снималась сцена в фильме о Гарри Поттере с мантией-невидимкой. Передний план искажает фон и создаёт необходимый эффект.
При использовании хромакея могут возникать трудности, когда в кадре должны находиться сразу два объекта, один из которых имеет синий цвет, а другой — зелёный. Так, в фильме «Человек-паук» есть сцена боя главного героя и Зелёного гоблина. Каждого персонажа пришлось снимать отдельно на контрастном для него фоне.
Для облегчения процесса композитинга границы между главным объектом и фоном должны чётко разделяться. Наибольшие сложности доставляют полупрозрачные объекты, такие, как отдельные локоны волос, прозрачные плащи или зонты, стекло.

## Цвет фона

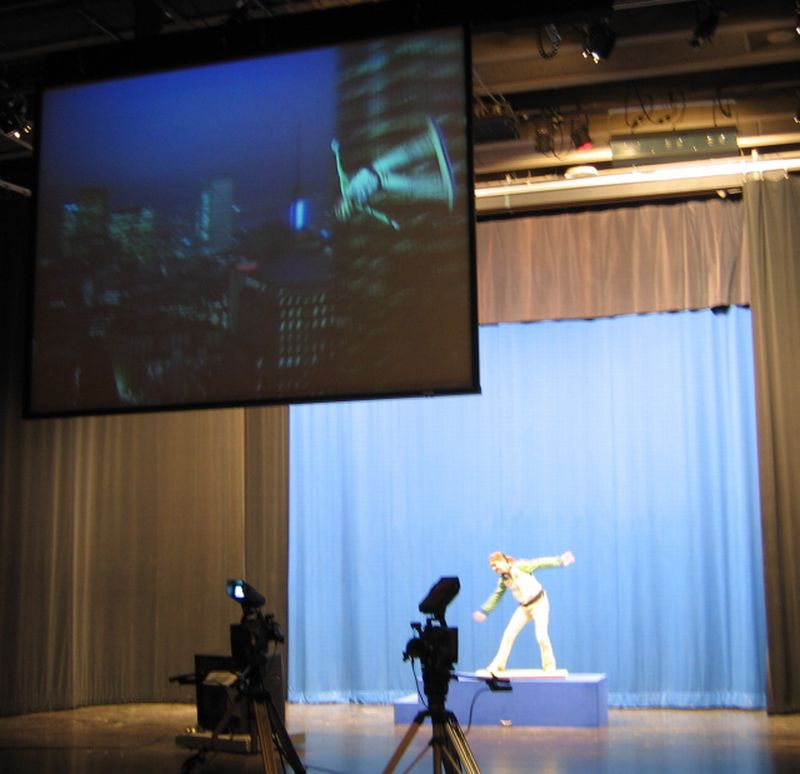
Демонстрация техники создания спецэффектов при помощи хромакея

- Синий фон наиболее часто применялся во время съёмок на плёнку.
- Зелёный фон чаще применяется на улице, в таких кадрах, где видно небо. Цифровые камеры лучше воспринимают зелёные тона, записывают их с меньшим количеством шумов.
- Красный фон применяется для сцен, где снимаются объекты, а не люди, так как красные оттенки кожи не позволяют использовать такой фон.
- Во время съёмок на плёнку используется также жёлтый экран[12]. Такой же фон использовался на телевидении в СССР.
- Фон цвета мадженты используется совместно с некоторыми программами для композитинга[20].

Одной из наиболее современных техник является применение катафотов. Фон подсвечивается светодиодными лампами, расположенными максимально близко к объективу камеры, свет от которых возвращается в объектив. Эта технология позволяет использовать лампы минимальной мощности и гораздо меньших размеров по сравнению со стандартными решениями.
Технология термокеинга (англ. Thermo-Key) использует свет в инфракрасном спектре, невидимом для человеческого глаза.
Возможно также использование ультрафиолетового света. Такие специальные флуоресцентные лампы использовались во время съёмок фильма «Звёздный путь: Следующее поколение».
Вместо одноцветного фона для кеинга может использоваться и любое цветное статичное изображение. Для этого сначала фон, используемый как хромакей, снимают со штатива без актёров или объектов на переднем плане. После, не перемещая камеру, на этом же фоне снимают главный объект. А затем в видеоредакторе методом вычитания оставляют только главный объект. Однако при этом крайне важно, чтобы объекты на фоне не смещались, а также, чтобы на изображении отсутствовали шумы. Фон с текстурой чаще применяют, когда главный объект имеет множество разных цветов.

## Дополнительные требования

### Равномерность света

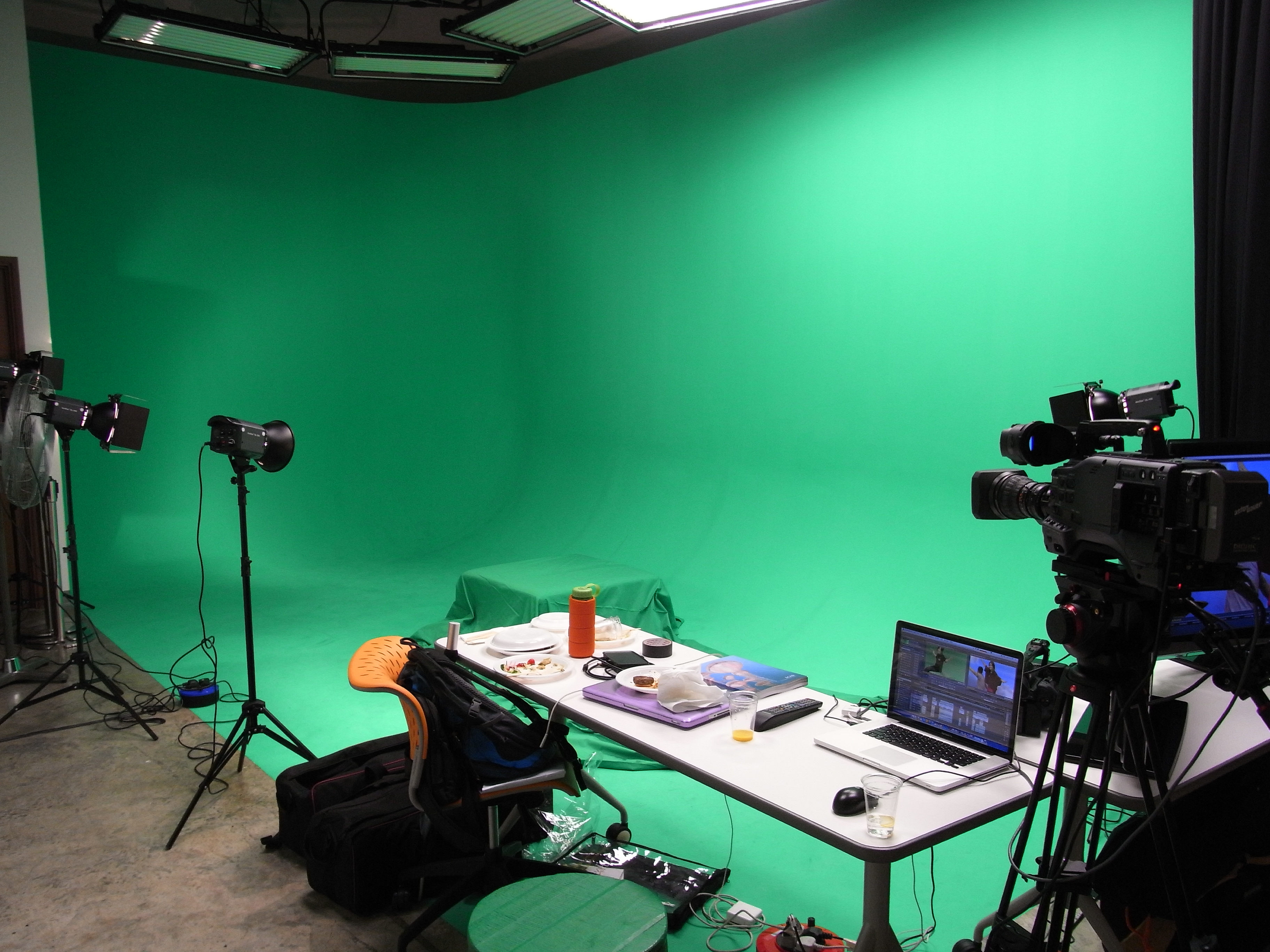
Для хромакей-съёмки необходимо более равномерно освещать зелёный фон

Чтобы снимаемый объект было проще отделить от фона, необходимо избегать теней, а также пересветов на хромакее и как можно более равномерно его освещать.
Матовая поверхность фона более равномерно отражает свет, на ней отсутствуют яркие блики. При этом иногда специально оставляют тень от снимаемого объекта на фоне, чтобы использовать её при комбинировании слоёв.

### Экспозиция
Для получения качественного результата важно в камере правильно настраивать экспозицию. Слишком тёмный или слишком светлый фон будет иметь недостаточную цветовую насыщенность. Если изображение будет слишком тёмным, то оно будет содержать шумы, которые также отрицательно повлияют на качество материала.
Освещённость фона должна быть на две ступени экспозиции ярче, чем главный объект.

### Объектив
Чтобы совмещаемые изображения выглядели достоверно, их необходимо снимать на одинаковые объективы с одним и тем же фокусным расстоянием и значением диафрагмы.

## Программы для композитинга
- Adobe After Effects — наиболее популярная в России программа для кеинга и композитинга.
- The Foundry Nuke — используется для производства в Студии Уолта Диснея.
- Blackmagic Fusion[англ.] — используется для рисования, ротоскопирования, кеинга, создания титров и анимации.
- Autodesk Toxik[англ.]
- Autodesk Flame, Flint and Inferno
- Apple Motion[англ.]
- Apple Shake[англ.] — последнее обновление вышло в 2008 году.

Кроме того, существует множество решений создать хромакей с помощью шаблонов.